# (181483) Ampleforth
(181483) Ampleforth est un astéroïde de la ceinture principale.

## Description
(181483) Ampleforth est un astéroïde de la ceinture principale. Il fut découvert le 15 octobre 2006 à l'observatoire des Côtes de Meuse par Matthew Dawson. Il présente une orbite caractérisée par un demi-grand axe de 2,68 UA, une excentricité de 0,07 et une inclinaison de 10,0° par rapport à l'écliptique.

## Compléments